# Nemocnice Hadasa

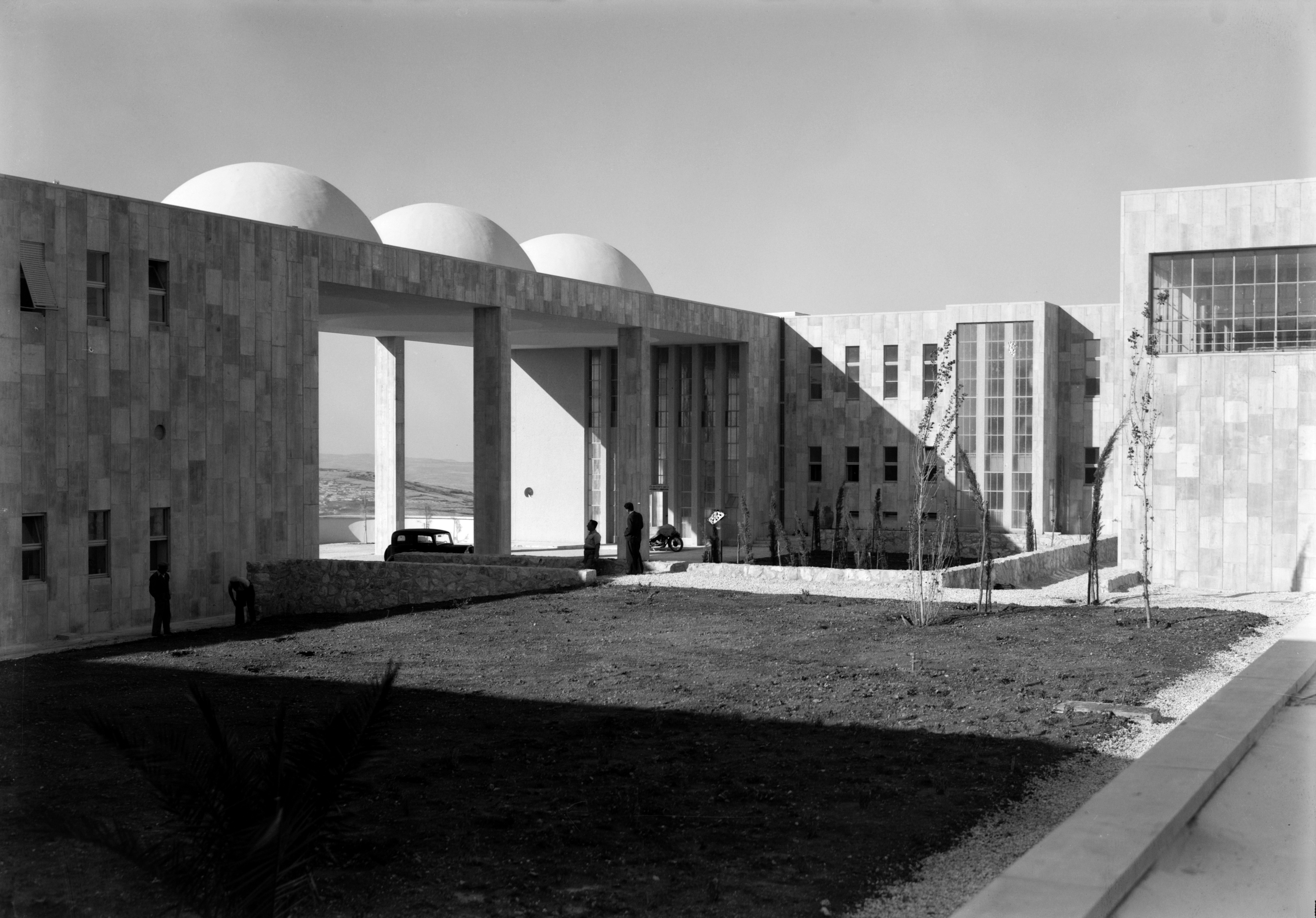
Areál nemocnice na hoře Skopus na archivním snímku ze 30. let 20. století.

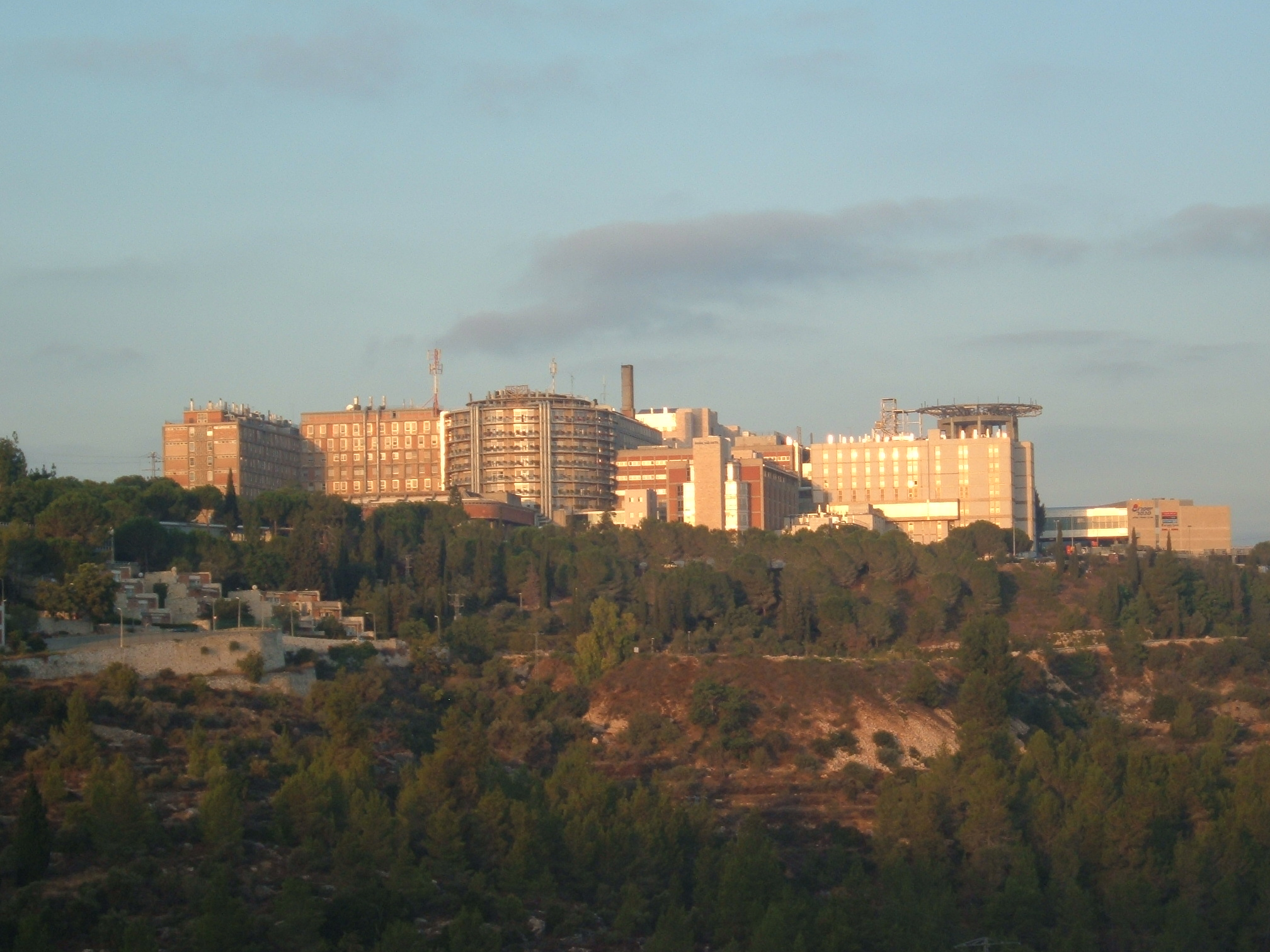
Areál nemocnice v Ejn Kerem.

Nemocnice Hadasa (hebrejsky מרכז רפואי הדסה‎, Merkaz refu'i Hadasa, doslova Zdravotní centrum Hadasa, anglicky Hadassah Medical Center) je nemocnice v Jeruzalémě v Izraeli.

## Geografie
Sestává ze dvou areálů. Historický areál se rozkládá na hoře Skopus na severovýchodním okraji historického jádra města. Nový areál Ejn Kerem leží v nadmořské výšce cca 700 metrů, cca 8 kilometrů západně od historického jádra Jeruzaléma. Nachází se na vyvýšenině jižně od údolí potoka Sorek. Jižně od nemocnice se zvedá zalesněný svah vrchu Har Ora. Od východu sem zasahuje předměstí Jeruzaléma Ejn Kerem, na západě už začíná zalesněná venkovská krajina s vesnicí Even Sapir.

## Popis
Založila ji americká sionistická organizace Hadasa pojmenovaná podle původního jména starozákonní královny Ester s významem myrta, která se podílela na zřízení moderní lékařské péče na území dnešního Izraele. Nemocnice spolupracuje s Hebrejskou univerzitou. Pracuje tu 850 lékařů, 1940 zdravotních sester a 1020 dalších zaměstnanců. V roce 2010 zde bylo hospitalizováno 84 372 lidí a ambulantně bylo ošetřeno 624 503 osob.

### Areál na hoře Skopus
31°47′50″ s. š., 35°14′31″ v. d.
Nemocniční areál na hoře Skopus byl otevřen za mandátní Palestiny roku 1939 jako první moderní zdravotní zařízení v celém regionu. Během války v roce 1948 se na přístupu k nemocnici odehrál masakr lékařského konvoje do nemocnice Hadasa. Pak se nemocnice ocitla v izraelské enklávě odříznuté od vlastního Izraele a provoz nemocnice byl přerušen. Teprve po šestidenní válce v roce 1967 byl areál opět začleněn do jednotné městské správy Jeruzaléma. V roce 1975 byly původní budovy nemocnice obnoveny, doplněny a roku 1976 zde opětovně začal nemocniční provoz. Je zde 350 lůžek a přes 30 odborných pracovišť.

### Areál v Ejn Kerem
31°45′54″ s. š., 35°8′58″ v. d.
V roce 1961, tedy v době, kdy byl původní areál na hoře Skopus z politických důvodů vyřazen z provozu, byl na západním okraji Jeruzaléma u Ejn Kerem otevřen nový nemocniční areál. Je zde 800 lůžek a víc než 130 odborných pracovišť. Rozsáhlý nemocniční komplex obsahuje 28 budov. Areál je doplněn četnými uměleckými díly, zejména zdejší synagoga je vyzdobena okenními skly od Marca Chagalla.